# NGC 2563
NGC 2563 è una galassia lenticolare situata nella costellazione del Cancro, a una distanza di circa 228 milioni di anni luce dalla nostra Via Lattea.

## Scoperta
La galassia è stata scoperta il 13 febbraio 1787 dall'astronomo britannico di origine tedesca William Herschel.

## Gruppo di NGC 2563
NGC 2563 è la più vasta e la più luminosa di un gruppo di galassie che porta il suo nome, il Gruppo di NGC 2563. Il gruppo comprende almeno 14 galassie, tra cui quelle inserite nel New General Catalogue sono NGC 2556, NGC 2557, NGC 2558, NGC 2560, NGC 2562 e NGC 2569.